# Alexis de Garaudé (Komponist, 1821)
Alexis de Garaudé (* 27. Oktober 1821 in Choisy-le-Roi; † 6. August 1854 in Paris; eigentlich Alexis Albert Gauthier Colombelle) war ein französischer Komponist.
Der Sohn des Gesangsprofessors Alexis de Garaudé und dessen Schülerin Clotilde Colombelle (1807–1826), deren erfolgversprechende Karriere als Sängerin am Teatro alla Scala durch ihren frühzeitigen Tod abgebrochen wurde, wurde bereits im Alter von acht Jahren Schüler am Conservatoire de Paris. Er studierte hier Solfège bei Alexandre Goblin, Kontrapunkt und Fuge bei François-Joseph Fétis und Orgel bei François Benoist.
1841 gewann er mit der Kantate Lionel Foscari nach einem Gedicht von Claude-Emmanuel de Pastoret den Zweiten Second Grand Prix de Rome. Im gleichen Jahr gehörte er der Abnahmekommission für die Cavaillé-Coll-Orgel der Kirche Saint-Denise an. Er wirkte als Begleiter an der Opéra-Comique und bei der Société des Concerts du Conservatoire, der er seit 1849 angehörte. 1844 nahm er offiziell den Namen seines Vaters de Garaudé an.
De Garaudé veröffentlichte einige Klavierwerke. Bekannt wurden seine Klaviertranskriptionen von Kompositionen Halévys und Meyerbeers (La Marche du sacre du Prophète, arrangée pour piano par A. de Garaudé).